# Miguel Hernández (fotbollsspelare)
Miguel Hernández, född den 19 februari 1970 i Madrid i Spanien, är en spansk fotbollsspelare som tog OS-guld i herrfotbollsturneringen vid de olympiska sommarspelen 1992 i Barcelona. 